# NGC 2656
NGC 2656 este o brightest cluster galaxy⁠(d) situată în constelația Ursa Mare. A fost descoperită în 10 februarie 1831 de către John Herschel. Se află la o distanță de 197 de megaparseci de Pământ.